# Ewa Dembowska
Ewa Anna Dembowska – polska biolog, dr hab. nauk biologicznych, profesor uczelni i kierownik Katedry Mikrobiologii i Immunobiologii Wydziału Nauk Biologicznych Uniwersytetu Kazimierza Wielkiego.

## Życiorys
7 czerwca 2002 obroniła pracę doktorską Fitoplankton Zbiornika Włocławskiego w latach 1994-2000, 25 maja 2018 habilitowała się na podstawie pracy zatytułowanej Wpływ warunków hydrologicznych na kształtowanie zbiorowisk fitoplanktonu w starorzeczach dolnej Wisły. Została zatrudniona na stanowisku adiunkta w Instytucie Ekologii i Ochrony Środowiska na Wydziale Biologii i Nauk o Ziemi Uniwersytetu Mikołaja Kopernika, oraz w Instytucie Biologii Eksperymentalnej na Wydziale Nauk Biologicznych Uniwersytetu Kazimierza Wielkiego.
Jest profesorem uczelni i kierownikiem Katedry Mikrobiologii i Immunobiologii Wydziału Nauk Biologicznych Uniwersytetu Kazimierza Wielkiego.